# 木村一童
木村 一童（きむら いちどう、本名：入枝 政次、1941年3月3日 -？ ）は大相撲の元三役格行司。春日野部屋→北の湖部屋所属。

## 人物
長崎県五島市出身。血液型O型。
春日野部屋に入門。1958年5月に木村 真佐也の名で初土俵。1972年3月に木村 孔一と改名。以後三役格まで進み、2005年11月に木村一童と改名する。2006年1月場所後に停年（定年）退職。
能の研究家でもあったため、それゆえ所作は非常に凝っていた。また、掛け声や呼び上げ、口上にもその影響が見られ、美声には定評があった。一童の行司ぶりだけを見に来る客もいたと言う。
幕下格行司時代の1975年3月場所に、当時の武藏川理事長よって導入された行司選抜制度により、式守勝治(後の11代式守与太夫→34代木村庄之助)と序列を入れ替えられてしまい、以後停年まで勝治の後塵を拝する形となり、本来は三役格1場所だけ務めて停年を迎える予定であったが、所属部屋の師匠でもあった北の湖理事長の温情により、11代式守与太夫の昇格に合わせて、本来の定員より1名多い三役格行司に昇格した。2005年9月場所から3場所三役格行司を務めて停年。
与太夫の三役昇格は、10代式守錦太夫の停年で三役に空きが出た為であり、本来はその2場所後に31代木村庄之助が停年になるのを受けて2006年1月場所の1場所だけ三役に昇格という流れだった。この為、31代庄之助停年に伴う三役格以下の昇格は行われず、2006年1月場所の一童停年時に32代木村庄之助と34代式守伊之助も同時に停年を迎えて引退した為、次の2006年3月場所では三役格と幕内格が3人ずつ、十両格が4人昇格という破格の昇格が行われた。
晩年は病気がちになり、1998年の年末に脳梗塞を患った上、その後遺症により、それに誘引された病気やケガによる休場が度々あり思うように土俵を務められず、最終場所も3日目から途中休場し、有終の美は飾れなかった。
2025年1月場所時点で既に亡くなっていることが元NHK藤井康生アナウンサーによって明らかにされたが、詳しい没年は不詳。

## 裁いた主な取り組み
霧島−琴龍

## その他
- 元々は「泉の親方」で知られる22代庄之助に入門するつもりだったが、当時庄之助が多くの預かり弟子を抱えており引き取れなかったため、一門の春日野部屋に預けられたという。13代木村庄太郎が師匠であり、26代伊之助、27代伊之助、29代伊之助は同部屋の兄弟子に当たる。ただし、兄弟子の3人と同様に一童も泉の親方には弟子同然に可愛がられていた。
- 2004年1月場所には全身黒の装束で土俵に上がり話題となり、解説の北の富士にも称賛された。
- 2004年11月場所8日目、高見盛精彦が勝ち名乗りの際懸賞金を落とすという前代未聞のハプニングを起こしたが、この一番を裁いていた行司が当時幕内格の木村孔一である（対追風海英飛人）。この件でマスコミの取材を受けた孔一は「いくら近眼だからとはいえ、こんなのは行司生活50年目で初めてだ」と憤慨していた。

- 2006年1月場所2日目、一童が裁いていた露鵬幸生 - 岩木山竜太戦で俵に躓いて転倒。その後の時天空慶晃 - 雅山哲士戦も裁くが、結果的にこれが最後の裁きとなってしまった。
- 作家の村松友視がファンであった。

## 履歴
- 1958年5月：木村真佐也の名で初土俵。
- 1960年7月：木村真佐仁と改名。
- 1968年1月：木村昌仁と改名。
- 1972年3月：木村孔一と改名。
- 1980年1月：十両格昇格。
- 1993年1月：幕内格昇格。
- 2005年9月：三役格昇格。
- 2005年11月：木村一童と改名。
- 2006年1月：最終場所。3日目に取り組み中に転倒してから途中休場し、そのまま土俵から姿を消す。
- 〜2025年1月：既に死去。